# Будагов, Григорий Моисеевич
Григо́рий Моисе́евич Буда́гов (2 января 1852, Санкт-Петербург — 24 декабря 1921, Москва) — инженер-путеец, общественный деятель, сыграл заметную роль в первоначальном развитии Новониколаевска.

## Биография
Родился в армянской семье служащих. Окончив с серебряной медалью гимназию, поступил в Институт инженеров путей сообщения, после окончания которого в 1874 году направлен в распоряжение Министерства путей сообщения «сверхштатным инженером без содержания», затем — в Общество Оренбургской железной дороги помощником инженера по строительству железнодорожного моста через Волгу.
В мае 1893 года приказом министра путей сообщения назначен в распоряжение контрагентов по строительству железнодорожных мостов в Западной Сибири. При возведении моста через Обь фактически исполнял обязанности главного инженера стройки.
С июля 1895 года в течение четырёх лет работал помощником начальника строительства Среднесибирского участка Сибирской железной дороги. Осенью 1899 года направлен в Общество Московско-Казанской железной дороги и утвержден его главным инженером. В 1911 году действительный статский советник Будагов возглавил изыскания и строительство Алтайской железной дороги.
В первые годы советской власти в качестве технического специалиста работал в Наркомате путей сообщения.
В память о Г. М. Будагове одна из первых улиц Новониколаевска в 1912 году была названа Будаговской (ранее именовалась Трактовой), в 1920 году переименована в Большевистскую. В начале этой улицы, у реки Каменки, находилась основанная им школа. В честь Григория Моисеевича в г. Новосибирске была названа площадь, соединяющая Красный проспект, улицы Большевистская, Фабричная и Ипподромская. Именем Будагова названа станция на Красноярской железной дороге.

## Общественная деятельность
В Новониколаевске организовал первую в городе школу для детей строителей моста. В течение ряда лет занимался преподавательской деятельностью в Инженерном училище. Свои труды публиковал в сборниках Управления железной дороги.
В годы советской власти — член Инженерного совета и Технического комитета Наркомата путей сообщения. В 1917—1921 — заместитель председателя Межведомственного совета по выработке плана железнодорожного строительства.

## Семья
Был женат на Марии Михайловне Алперс, от которой родился сын Владимир. Впоследствии Будагов женился на сестре Марии — Вере Михайловне Алперс, от их совместного брака родились дочь Екатерина и сын Григорий. Екатерина была военной переводчицей, умерла в 1941 году, её сын Алексей умер в том же году. Владимир умер во время Ленинградской блокады. Григорий Григорьевич был репрессирован по политическим статьям и реабилитирован в 1955 году, после чего занимался проектировкой и сооружением моста в Венгерово (Новосибирская область), в 1960 году переехал в Ленинград. Внучка Григория Моисеевича Будагова — Любовь Григорьевна Орлова, правнучка (внучка Григория Григорьевича) — Евгения Кучеренко, живёт в Москве.

## Награды
- Орден Св. Станислава 2-й степени (1890)
- Орден Св. Владимира 4-й степени (1891)
- Орден Св. Анны 2-й степени (1897)